# أنور نافع
اللواء محمد أنور نافع (19 فبراير 1920 - 18 سبتمبر 1999) هو وكيل وزارة الثقافة المصري الأسبق، و شاعر الجيش المصري عند قيام ثورة يوليو عام 1952، وصاحب أول قصيدة زجلية لتمجيد حركة الجيش في الإذاعة المصرية.

## حياته ونشأته
محمد أنور نافع، من مواليد القاهرة في 19 فبراير 1920، تخرج في مدرسة فؤاد الأول الثانوية ثم التحق بالكلية الحربية وحصل منها على بكالوريوس العلوم العسكرية، لينضم إلى صفوف الجيش المصري ويشترك في حرب العلمين عام 1944، ثم في حرب فلسطين عام 1948، ثم التحق بكلية الحقوق جامعة عين شمس وهو برتبة صاغ (رائد حالياً) وحصل منها على ليسانسيه في القانون، وعند قيام ثورة يوليو عام 1952، كان هو شاعر الجيش ولم يتردد في أن يكون صاحب أول قصيدة زجلية لتمجيد حركة الجيش في الإذاعة المصرية وقبل مغادرة الملك البلاد، وقد حصل على ماجيستير في العلوم السياسية من جامعة القاهرة سنة 1959.

## مسيرته
وقد لعب الصاغ أنور نافع دوراً هاماً في مرحلة هامة من تاريخ البلاد إذ كان مكلفاً من قبل مجلس قيادة الثورة عام 1952، في أن يكون حلقة الوصل بين الضباط وبين حزب الأغلبية المصرية حينها وهو حزب الوفد.
وقد عمل ضابطاً بالحكومة المركزية، وكان أحد مؤسسى كلية الطيران ببلبيس والتي تخرّج فيها الرئيس السابق محمد حسنى مبارك ويحمل النصب التذكارى على باب الكلية اسم الضابط أنور نافع حتى يومنا هذا.
وكأى ممن انتصروا لتغليب الديموقراطية وعودة الحياة النيابية الدستورية وعودة ضباط الجيش إلى الثكنات، فقد انتبذ مكاناً قصياً وانخرط في العمل المدني الذي ساعده عليه نشاطه الصحفى ودراسته للقانون وشغل العديد من المناصب الهامة بوزارة الثقافة أبرزها:
- مسئول الصحافة بمكتب وزير الثقافة عام 1960
- مدير عام الشئون القانونية والتحقيقات بوزارة الثقافة
- ندب مستشاراً قانونياً بجامعة الدول العربية
- وكيل وزارة الثقافة للعلاقات الثقافية الخارجية

وبعد بلوغه سن التقاعد بوزارة الثقافة، لم يعرف الراحة وعمل بالمحاماة إلى جانب العديد من الأنشطة الأخرى التالي ذكرها. وقد منحه الرئيس السادات رتبة لواء بالجيش المصري تكريماً له على مواقفه لصالح الثورة ولصالح الوطن أولاً.
، وخلال حياته الحافلة بالأحداث والعامرة بكبار الشخصيات العامة فقد كانت له العديد من المؤلفات الإذاعية منذ سنة 1946، والعديد من القصائد الزجلية والشعرية والقصص القصيرة المنشورة بالمجلات والصحف وأبرزها مجلتا آخر ساعة وأكتوبر وجريدتى الأهرام والأخبار. وقد حاز على جائزة الدولة الأولى في التأليف الملحمى عن ملحمة شعب وجيش والتي نظمتها وزارة الثقافة عام 1961.
وتجدر الإشارة إلى أنه قد ورد ذكره بالموسوعة القومية للشخصيات المصرية البارزة الصادرة عن الهيئة العامة للاستعلامات-وزارة الإعلام في طبعتيها الألولى والثانية.
ومن أهم المجالات التي أسهم فيها اللواء أنور نافع بجهود بارزة ما يمكن الوقوف عليه من خلال استعراض بعضاً من أنشطته في مجالى العمل العام والاجتماعى حيث كان:
- عضواً لنقابة المحامين.
- عضواً مجلس نقابة الصحفيين.
- عضواً اتحاد الكتّأب.
- عضواً جمعية المؤلفين والملحنين وناشرى الموسيقى.
- رئيساً لرابطة الزجالين وكتّأب الأغاني، وهو من أضاف إليها عبارة «وكتّاب الأغانى».
- سكرتيراً عاماً لجمعية معهد الموسيقى العربية، ويرجع له الفضل في المحافظة على مقر معهد الموسيقى العربية واستمرار نشاطه في الثمانينات من القرن الماضي.
- خبيراً بالمجالس القومية المتخصصة شعبة الثقافة والفنون والإعلام.
- عضواً بلجنة الفنون الشعبية بالمجلس الأعلى للثقافة.
- عضواً لجمعية العلوم السياسية.
- عضواً لجمعية خريجة جامعة القاهرة.

- أصدر ديواناً زجلياً بعنوان «مقتطفات من ديوان زجل محمد أنور نافع» في عام 1990، صدر عن الهيئة المصرية العامة للكتاب وقدّم له فيه الأستاذ الدكتور عبد العزيز الإهواني أستاذ الدراسات الأندلسية بجامعة القاهرة.

## وفاته
وقد انتقل اللواء أنور نافع إلى جوار ربه في الثامن من سبتمبر عام 1999، مؤثراً تراب الوطن ومستشفى القوات المسلحة بكوبرى القبة على مستشفى كليفلاند بالولايات المتحدة الأمريكية. وقد شيعه نخبة من العلماء والأدباء ورجال الدولة والمثقفين، ونعاه بالجرائد عدد من كبار رجال السياسة والصناعة والاقتصاد.
فقد عاش الشاعر اللواء أنور نافع رباً للسيف والقلم، ومات ولم يتبوأ من الأرض ما يستكثر فيه لنفسه من المال والسلطان، وإنما سار على نهج والده العالم الأثرى الجليل الذي علّمه أن خدمة الوطن هي أشرف المراتب، فنال بذلك منزلة في قلوب كل من خالطهم في حياته الطيبة.